# Alto del Mirlo
Alto del Mirlo är en bergstopp i Spanien.   Den ligger i provinsen Provincia de Ávila och regionen Kastilien och Leon, i den centrala delen av landet, 70 km väster om huvudstaden Madrid. Toppen på Alto del Mirlo är 1 755 meter över havet, eller 288 meter över den omgivande terrängen. Bredden vid basen är 3,2 km.
Terrängen runt Alto del Mirlo är kuperad åt sydost, men åt nordväst är den bergig. Runt Alto del Mirlo är det glesbefolkat, med 18 invånare per kvadratkilometer. Närmaste större samhälle är Sotillo de la Adrada, 6,5 km söder om Alto del Mirlo. Omgivningarna runt Alto del Mirlo är i huvudsak ett öppet busklandskap.